# 山口町
山口町（やまぐちちょう）は山口県の中部、吉敷郡に属していた町。山口県成立期の県庁所在地で、町域は現在の山口市中心部（山口市役所や山口駅周辺）にあたる。
山口町は後述の合併を経て、1929年に新設の山口市の一部となった。この山口市も後に新設合併を2回（1944年、2005年）行ったため、法的には山口町と現在の山口市は別の自治体である。

## 地理
- 山：兄弟山、鋤尖山、東鳳翩山、鼓ヶ岳、古城ヶ岳
- 河川：椹野川、一の坂川
- 滝：錦鶏の滝

## 歴史
- 1889年（明治22年）4月1日 - 町村制の施行により、上金古曽町、下金古曽町、八幡馬場町、野田町、上竪小路町、下竪小路町、石観音町、道祖町、円政寺町、堂ノ前町、大市町、請願小路町、久保小路町、銭湯小路町、新馬場町、後河原町、中河原町、早間田町、新町、米屋町、御局小路町、今小路町、中市町、相物小路町、太刀売町、松ノ木町、北ノ小路町、馬場殿小路町、米殿小路町、道場門前町、今市町、今道町、鰐石町、大附町、新橋町、西門前町、糸米小路町、荒高町、田町、中讃井町が合併して山口町が発足。
- 1905年（明治38年）4月1日 - 上宇野令村と合併し、改めて山口町が発足（新設）。
- 1915年（大正4年）7月1日 - 下宇野令村と合併し、改めて山口町が発足（新設）。
- 1929年（昭和4年）4月10日 - 吉敷村と合併して山口市が発足（新設）。同日山口町廃止。

## 交通

### 鉄道路線
- 鉄道省
  - 山口線（1913年 - ）
    - 山口駅
- 大日本軌道
  - 山口支社（1908年 - 1913年）
    - 讃井駅 - 亀山駅 - 山口駅

旧町域に所在する山口線上山口駅は未開業。

## 出身・ゆかりのある人物
- 岸信介（官僚、政治家） - 内閣総理大臣。
- 村田四郎（神学者、明治学院院長）